# Karl-Heinz Wiesemann

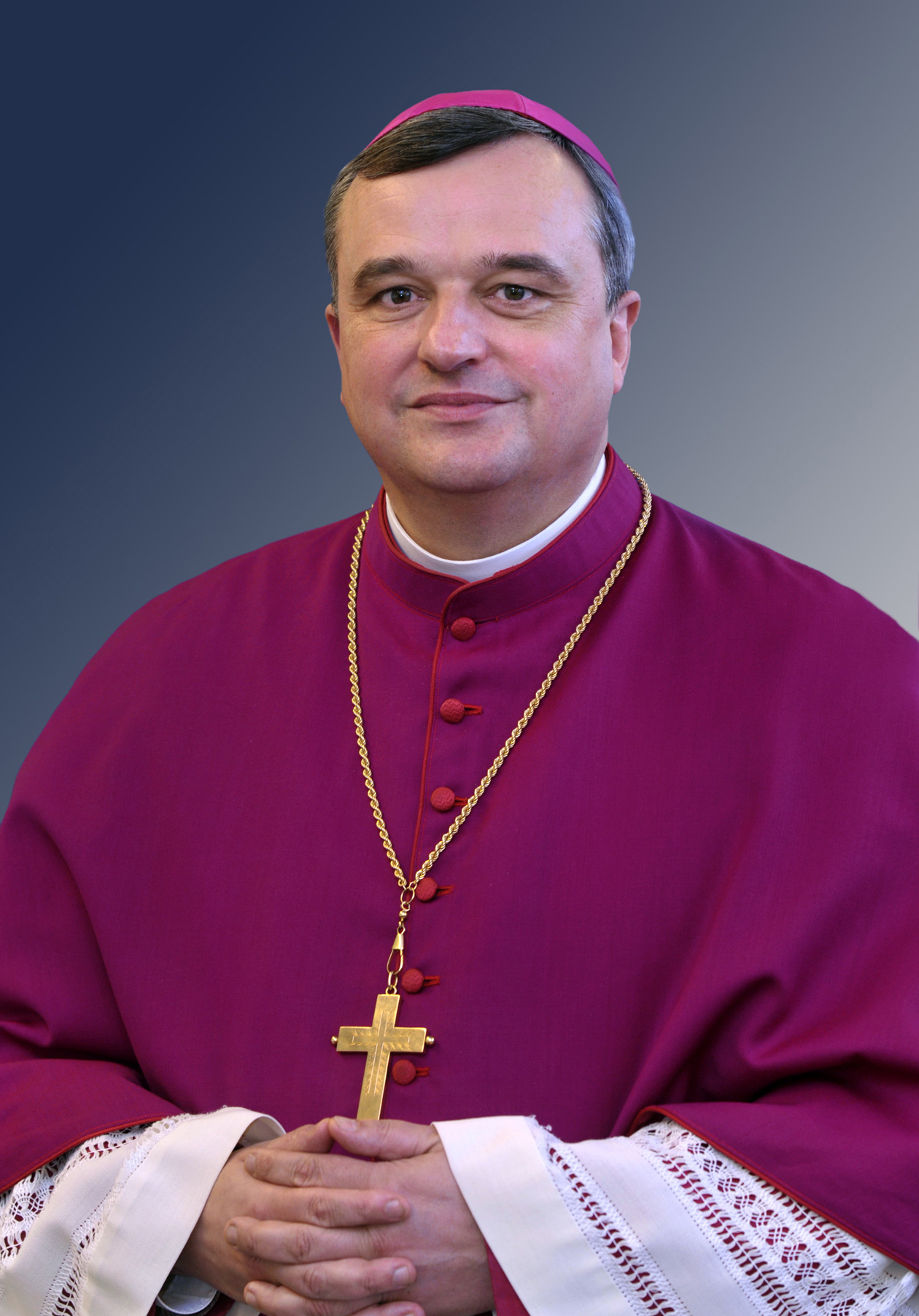
Karl-Heinz Wiesemann (2008)

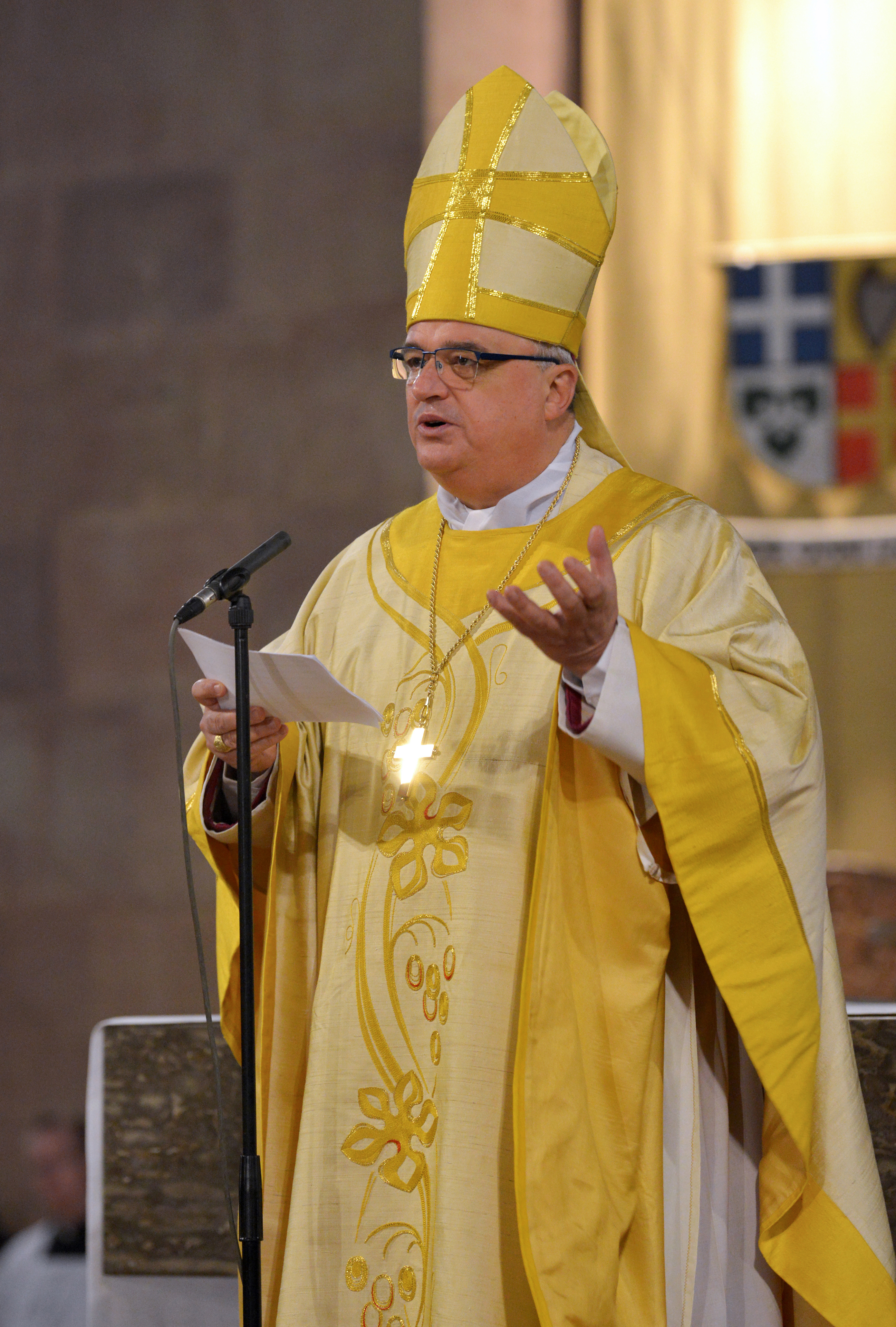
Karl-Heinz Wiesemann (2017)

Karl-Heinz Wiesemann (* 1. August 1960 in Herford) ist römisch-katholischer Geistlicher und seit 2007 Bischof von Speyer.

## Leben

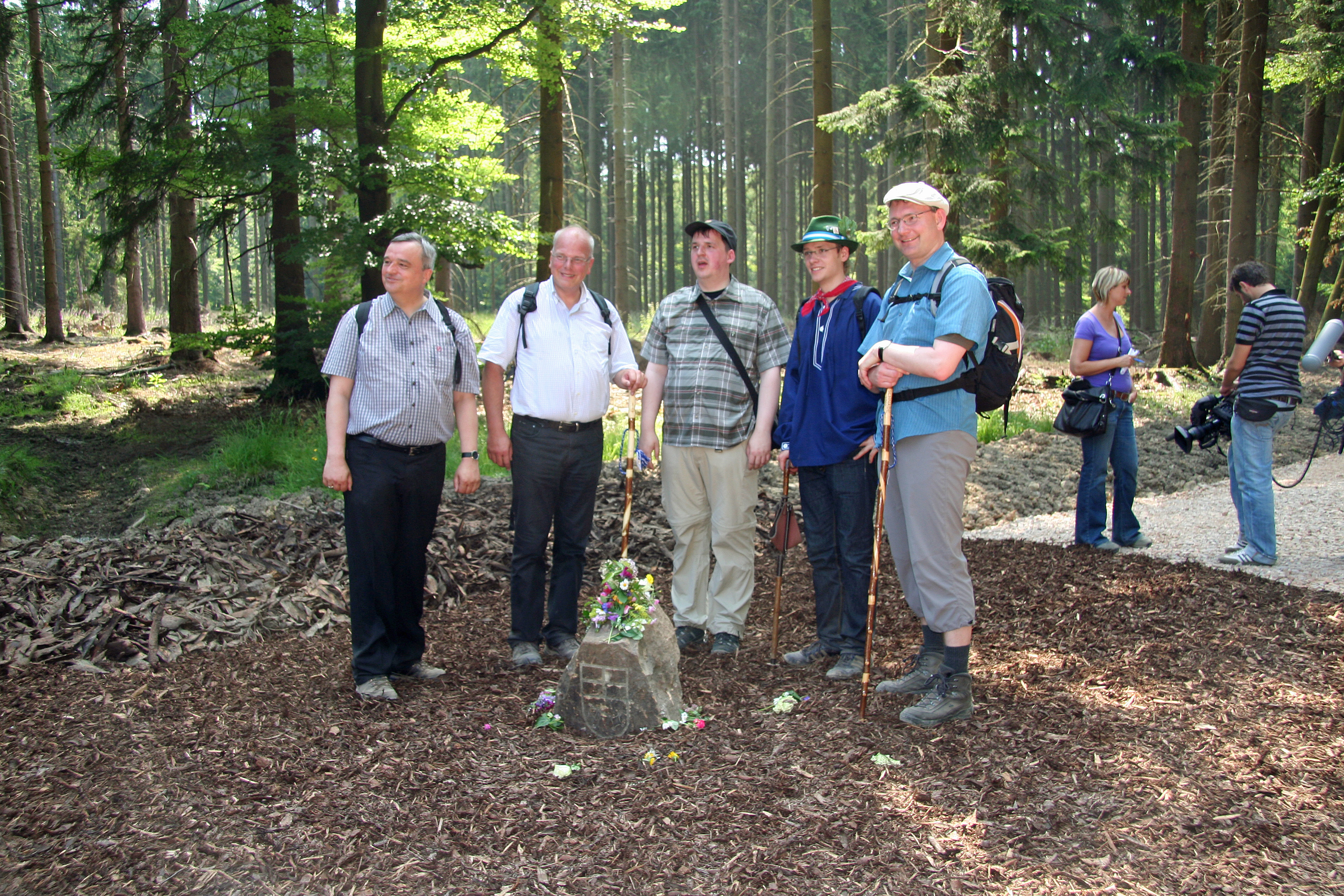
Bischof Wiesemann (links) als Teilnehmer beim Briloner Schnadezug

Karl-Heinz Wiesemann, der im ostwestfälischen Enger als drittes von vier Kindern aufwuchs und sein Abitur am Widukind-Gymnasium Enger (WGE) ablegte, studierte in den Jahren 1979 bis 1986 Katholische Theologie und Philosophie in Paderborn und Rom. Er schloss seine Ausbildung mit der Lizenziatsprüfung ab und empfing am 10. Oktober 1985 in Rom das Sakrament der Priesterweihe durch Franz Kardinal König. Von 1986 bis 1990 wirkte er als Vikar in Geseke. Anschließend absolvierte er ein Promotionsstudium an der Gregoriana in Rom, das er 1995 mit einer Arbeit über Karl Adam, Romano Guardini und Erich Przywara abschloss. In den Jahren 1994 bis 1999 arbeitete Wiesemann als Pfarradministrator und Pfarrer in St. Maria Magdalena in Menden-Bösperde, ehe er 1999 Propst der Pfarrei St. Petrus und Andreas in Brilon wurde.
Papst Johannes Paul II. ernannte Wiesemann am 4. Juli 2002 zum Titularbischof von Macriana Minor und bestellte ihn zum Weihbischof im Erzbistum Paderborn. Die Bischofsweihe spendeten ihm am 8. September 2002 im Paderborner Dom Joachim Wanke, Bischof von Erfurt, sowie die Mitkonsekratoren Hans-Josef Becker, der damalige Diözesanadministrator und Weihbischof in Paderborn sowie spätere Erzbischof von Paderborn, und Paul Consbruch, Weihbischof in Paderborn. Wiesemanns Wahlspruch ist Maior omni laude („Größer als alles Lob“).
Neben seinem Weihbischofsamt in Paderborn war er auch für Fortbildung der Priester und für die Kongregation für die Institute geweihten Lebens und für die Gesellschaften apostolischen Lebens tätig. 2003 wurde er zum Domkapitular ernannt. Ab 2004 war er Bischofsvikar für Priesterfortbildung und Berufungspastoral sowie für Gesellschaft, Wissenschaft und Kultur.
2004 wurde er von Kardinal-Großmeister Carlo Kardinal Furno zum Großoffizier des Ritterordens vom Heiligen Grab zu Jerusalem ernannt und am 24. April 2004 durch Anton Schlembach, Großprior der deutschen Statthalterei, in den Päpstlichen Laienorden investiert.
Am 19. Dezember 2007 ernannte ihn Papst Benedikt XVI. als Nachfolger von Anton Schlembach zum Bischof von Speyer; die feierliche Amtseinführung Wiesemanns im Dom zu Speyer fand am 2. März 2008 statt.
Vom 7. Oktober 2011 an war Wiesemann Vorsitzender der Jugendkommission der Deutschen Bischofskonferenz. Dieses Amt gab er auf, als er am 20. September 2016 zum Nachfolger des emeritierten Kardinals Karl Lehmann an die Spitze der Glaubenskommission gewählt wurde. Weiterhin ist er Mitglied der Kommission für Ökumene.
Am 1. Juli 2017 zelebrierte Wiesemann im Speyerer Dom in Anwesenheit von 1500 geladenen Gästen, darunter zahlreiche (ehemalige) ranghohe deutsche und internationale Regierungsvertreter, das Pontifikalrequiem für den verstorbenen Bundeskanzler Helmut Kohl. In seiner Predigt würdigte er Kohl als „wahrhaft großen Staatsmann“, der aus einem „weisen und universalen Horizont heraus lebte und handelte“.
Laut Medienberichten von Ende Januar 2021 nahm Wiesemann eine Auszeit, weil er die Grenzen seiner persönlichen Belastbarkeit erreicht habe. Hintergrund war offenbar ein Missbrauchsskandal: In einem Speyerer Kinderheim, das von Nonnen betrieben wird, sollen Priester jahrelang Kinder missbraucht haben. Die Vorwürfe hatte Wiesemann selbst im Dezember 2020 an die Öffentlichkeit gegeben und eine gründliche Aufarbeitung angekündigt. Zu seinen Vertretern, die während der Auszeit die bischöflichen Aufgaben wahrzunehmen hätten, bestimmte Wiesemann den Generalvikar Andreas Sturm und den Weihbischof Otto Georgens. Die „Auszeit“ dauerte sieben Monate; dann nahm Wiesemann seine Tätigkeit als Bischof von Speyer wieder auf.

## Bischofswappen

Wappen des Bischofs von Speyer

Das persönliche Wappen ist geviert. Es zeigt in Feld 1 als silbernes Kreuz auf blauem Grund das Bistumswappen von Speyer, diagonal dazu in Feld 4 als goldenes Kreuz auf rotem Grund das „Paderborner Kreuz“ des Heimatbistums Wiesemanns. In Feld 2 steht eine Harfe auf goldenem Grund als Instrument Davids für das gesungene Lob Gottes und die Liebe zur Musik, in Feld 3 versinnbildlichen drei herzförmige Seerosenblätter die Hl. Dreifaltigkeit und zugleich auch das Ortswappen von Enger, dem Heimatort des Bischofs.
Sein lateinischer Wahlspruch MAIOR OMNI LAUDE („Größer als alles Lob“) ist das Herzstück der zweiten Strophe aus dem eucharistischen Hymnus Lauda Sion, der von Thomas von Aquin stammt. Damit wird darauf hingewiesen, dass dem Bischof das Geheimnis der Eucharistie, aus der die Kirche lebt, in besonderer Weise anvertraut ist. Seine Sorge muss es sein, dass das Lob Gottes in seinen Gemeinden nicht verstummt.

## Positionen (Auswahl)
Im Januar 2014 befürwortete Wiesemann die Zulassung verheirateter Priester in der römisch-katholischen Kirche. 2023 erklärte er in einem Schreiben vom 2. November, dass Segnungen von Homosexuellen und wiederverheirateten Geschiedenen in den Kirchen der Diözese Speyer stattfinden dürfen.
Im Januar 2022 zeigte sich Wiesemann zuversichtlich bezüglich der Reformforderungen des Synodalen Wegs und erklärte im Februar 2022 im Interview, er „trage den Synodalen Weg mit großer Überzeugung mit“, und zwar einen Weg, „auf dem es keine Denkverbote geben darf und an dessen Ende verbindliche Entscheidungen stehen“; am Ende erwarte er, dass sich eine positive und konstruktive Mitte und nicht extreme Positionen durchsetzen werden, um auf der Grundlage der katholischen Identität beherzt Reformen anzugehen, die einen wichtigen Beitrag zur Weltkirche liefern könnten.

## Privates
Karl-Heinz Wiesemanns Schwester ist die Göttinger Medizinprofessorin Claudia Wiesemann.
Seit 2006 ist er Ehrenmitglied der Paderborner CV-Verbindung K.D.St.V. Guestfalo-Silesia.
Karl-Heinz Wiesemann ist begeisterter Klavierspieler.

## Werke
- Karl-Heinz Wiesemann: „Zerspringender Akkord“: das Zusammenspiel von Theologie und Mystik bei Karl Adam, Romano Guardini und Erich Przywara als theologische Fuge. Echter, Würzburg 2000, ISBN 3429021839.
- Brigitte Trilling, Karl-Heinz Wiesemann: Mit Jesus auf dem Weg. Bonifatius-Druckerei, Paderborn 2002, ISBN 3897101963.